# گروه وکتور
گروه وکتور (انگلیسی: Vector Group) شرکت خوشه‌ای آمریکایی است، که در سال ۱۹۸۶ تأسیس شد.